# Edino Steele
Edino Steele (Jamaica, 6 de enero de 1987) es un atleta jamaicano, especialista en la prueba de 4x400 m, con la que llegó a ser subcampeón mundial en 2013.

## Carrera deportiva
En el Mundial de Moscú 2013 gana la medalla de plata en el relevo 4x400 metros, quedando por detrás de los estadounidenses y por delante de los rusos.